# Romantic Killer
Romantic Killer (jap. ロマンティック・キラー Romantikku Kirā) ist eine Mangaserie von Wataru Momose, die in Japan von 2019 bis 2020 erstmals erschien. Die romantische Komödie wurde 2022 als Anime-Fernsehserie für Netflix umgesetzt. Sie dreht sich um eine Schülerin, die von Liebe eigentlich nichts wissen will, deren Leben von einem magischen Wesen aber in eine Art Dating-Sim verwandelt wird.

## Inhalt
Die Oberschülerin Anzu Hoshino (星野 杏子) hat kein Interesse an Beziehungen – nur an Computerspielen, Schokolade und ihrer Katze Momohiki. Doch dann erscheint eines Tages das magische Wesen Riri (リリ), dem es zur Aufgabe gemacht wurde, sie endlich mit einem Jungen zu verkuppeln, um die geringe Geburtenrate in Japan zu erhöhen. Da es ihre Arbeit ist und auch Bezahlung und Boni davon abhängen, lässt sich Riri von Anzus Widersprüchen nicht abbringen. Sie hat sie mit einem Videospiel zur Zustimmung überlistet und nimmt ihr nun ihre drei größten Begehren: eben die Spiele, Schokolade und ihre Katze. Anzus Vater wird plötzlich in die USA versetzt und nimmt ihre Mutter und die Katze mit sich, sodass Anzu nun allein ist. Und kurz darauf trifft sie immer wieder auf einen gutaussehenden Jungen und Mitschüler. Tsukasa Kazuki (香月 司) ist abweisend, aber durch unglückliche Umstände muss er erst eine Nacht bei Anzu verbringen und schließlich ganz bei ihr einziehen, da seine Wohnung unbenutzbar geworden ist. All das ist das Werk von Riri, die möglichst romantische Situationen nach dem Vorbild von Dating-Sims herbeizuführen versucht. Anzu will sich das nicht gefallen lassen und versucht, diese Bemühungen gezielt zu torpedieren. Kazuki tut ihr leid, da er in die Sache hineingezogen wurde und ihm so allerlei Unglück geschehen ist. Nach kurzer Zeit kommt von Junta Hayami (速水 純太) hinzu, der sich als Anzus Kindheitsfreund vorstellt. Auch er ist gutaussehend und an der Schule ein bekannter Baseballspieler. Kazuki währenddessen ist intelligent, ein guter Schüler und wird von Mädchen umschwärmt, was ihm unangenehm und lästig ist. Bald schickt Hayamis Mutter auch ihn zu Anzu, um bei ihr zu wohnen und auf das allein lebende Mädchen aufzupassen. Dass die beiden an der Schule bekannten und beliebten Jungs mit ihr leben, halten sie geheim, um an der Schule nicht noch für mehr Aufsehen und Gerüchte zu sorgen. Und während Hayami seit Kindertagen in Anzu verliebt ist, aber sich kein Geständnis traut, ist Kazuki an keiner Beziehung interessiert. Anzu wird nun Ziel von Riris Verkupplungsversuchen und beiden der Jungen.
Schließlich stößt noch der reiche Hijiri Koganei (小金井 聖) zu Anzus Beziehungskandidaten. Der arrogante Schönling ist überrascht, als er von ihr abgewiesen wird, da sonst alle Mädchen mit ihm ausgehen wollen. Da sein Ehrgeiz angestachelt wurde, will er ihr um jeden Preis gefallen und fängt sogar an, im gleichen Konbini wie Anzu zu arbeiten. Und Riri selbst verwandelt sich auch noch gelegentlich in einen frechen Jungen, um die anderen drei eifersüchtig zu machen und selbst Erfahrungen im Dating mit Anzu zu sammeln. Auch wenn sie sich auf keinen Fall verlieben will, lernt sie die drei Jungen mit der Zeit besser kennen, schätzt sie und sie freunden sich an. Und schließlich erfährt sie, dass Hayami gar nicht von Riri verzaubert wurde, sondern wirklich ihr schon lange in sie verliebter Kindheitsfreund ist. Er hatte sich nur so verändert, dass sie ihn nicht wiedererkannt hat. Kazuki wird ebenso, aber auf furchtbare Weise von seiner Vergangenheit eingeholt. Er lebte lange allein und meidete andere Menschen, weil eine Stalkerin ihn verfolgte. Sie hat ihn nun wiedergefunden und hält sich noch immer für seine Freundin. Anzu und die anderen unterstützen Kazuki, doch wird so auch Anzu zum Ziel der Stalkerin, die Anzu schließlich mit Gewalt angreift. Durch diesen Vorfall und mit Koganeis Einfluss kann sie endlich von Kazuki ferngehalten werden. Und Riri setzt ihre Magie ein, um ihr Gedächtnis zu löschen, wird dafür aber zurück in seine Welt verbannt. Zuvor verabschiedet er sich in seiner männlichen Gestalt und gesteht, dass er sich ebenso in Anzu verliebt hat. Als ein anderes magisches Wesen ihn ersetzen soll, setzt Anzu durch, dass Riri zu ihr zurückkommt. Ihre Aufgabe, sich zu verlieben, ist damit jedoch noch nicht erledigt.

## Veröffentlichungen
Der Manga erschien zunächst von Juli 2019 bis Juni 2020 im Online-Magazin Shōnen Jump+. Dessen Verlag Shūeisha brachte die Kapitel danach gesammelt in vier Bänden heraus. Eine englische Ausgabe wurde von Viz Media veröffentlicht und eine italienische von Planet Manga.
Im Auftrag von Netflix entstand bei Domerica eine Umsetzung der Geschichte als Animeserie. Regie führte Kazuya Ichikawa und die Drehbücher schrieb Sayuri Ōba. Das Charakterdesign wurde von Arisa Matsuura adaptiert. Im August 2022 wurde die Serie erstmals angekündigt. Die zwölf Folgen mit 22 bis 29 Minuten Laufzeit wurden am 27. Oktober 2022 bei Netflix veröffentlicht. Neben der japanischen wurde unter anderem auch eine deutsche, englische, französische, polnische, portugiesische und spanische Synchronfassung herausgegeben.

### Synchronisation
Die deutsche Synchronfassung entstand bei VSI Synchron unter der Regie von Nele Münchmeyer. Die Dialogbücher schrieben Marco Rosenberg, Nele Münchmeyer und Ellen Scheffler.
| Rolle          | japanische Stimme (Seiyū) | deutsche Stimme    |
| -------------- | ------------------------- | ------------------ |
| Anzu Hoshino   | Rie Takahashi             | Johanna Dost       |
| Riri           | Mikako Komatsu            | Moira May          |
| Tsukasa Kazuki | Yūichirō Umehara          | Fabian Oscar Wien  |
| Junta Hayami   | Gakuto Kajiwara           | Georgios Tzitzikos |
| Hijiri Koganei | Natsuki Hanae             | Marcel Mann        |
| Makoto Oda     | Hiro Shimono              | Heiko Akrap        |
| Saki Takamine  | Manaka Iwami              | Christina Wöllner  |

### Musik
Die Musik der Serie stammt von Ryo Kawasaki und Tomoyuki Kono. Das Vorspannlied ist Roma Kira von Yurika und der Abspanntitel ist Romantic Love: Ren'ai Shimasen ka? (Romantic Love ～恋愛しませんか？☆～) von Mikako Komatsu in ihrer Rolle als Riri.